# Raïssa Oumançoff Maritain
Raïssa Oumançoff (Rostov, 12 settembre 1883 – Parigi, 4 novembre 1960) è stata una mistica, poetessa e saggista francese cattolica, moglie del filosofo Jacques Maritain.
Autrice di raccolte di poesie, di trattati di spiritualità e di estetica, di opere autobiografiche, insieme al marito è stata al centro di un'amplissima cerchia di amicizie con numerosi esponenti della cultura novecentesca, appartenenti ai più disparati campi della ricerca e dell'espressione artistica.

## Biografia
Nasce a Rostov sul Don, in Russia, da Ilia Oumançoff e dalla moglie Issia, ebrei appartenenti al movimento dei chassidim, caratterizzato da una forte istanza mistica. Dopo la nascita della sorella Vera nel 1886 (2 luglio), alla quale resterà legata per tutta la vita e che vivrà con lei e Jacques negli anni della maturità, lascia con la famiglia la Russia alla volta di Parigi nel 1893, dove frequenta la scuola primaria e secondaria e impara a suonare il pianoforte.
Studentessa all'Università parigina della Sorbona, nel 1901 conosce Jacques Maritain, con il quale inizia a frequentare Charles Péguy e le lezioni di Henri Bergson. Nel 1902, Raïssa e Jacques si fidanzano, per sposarsi poi civilmente nel 1904. È il tempo della crisi, per i due giovani: punti sul vivo da una cultura che li convince dell'assenza dal mondo di qualsiasi finalità trascendente, con le sole luci dello scetticismo e del relativismo a illuminare un universo che appare ai loro occhi malvagio e crudele, decidono di trovare l'assoluto che cercano, o di darsi la morte. 
La svolta nella loro esistenza avviene proprio grazie a Péguy e Bergson, che ai loro occhi additano una prospettiva nuova, rispetto allo scetticismo e al nichilismo imperante. Decisivo sarà l'incontro con il romanziere Léon Bloy, che condurrà i due giovani alla persona di Gesù Cristo. La conversione avviene nel 1905, quando Raïssa si ammala gravemente. L'esperienza della malattia e, insieme, della preghiera la avvicina, con Jacques, definitivamente a Dio. L'11 giugno 1906 entrambi ricevono il battesimo cattolico. Un altro grave episodio di salute che colpisce Raïssa nel 1907 conferma nei due Maritain la fede in Dio.
Negli anni Dieci, la lettura dell'opera di san Tommaso d'Aquino disvela loro quanto era stato negato dalla Sorbona. Le pubblicazioni di Jacques diventano numerose; Raïssa è accanto al marito nel suo lavoro di riflessione. Iniziano in questo periodo le frequentazioni e le amicizie dei Maritain con gli esponenti della cultura loro contemporanea.
Dal 1923 al 1939, vivono a Meudon, nei pressi di Parigi. Sono gli anni delle grandi amicizie con Jean Cocteau, Pierre Reverdy, Réginald Garrigou-Lagrange, Nicolas Nabokov, Charles Journet, Étienne Gilson, Gino Severini, Charles Henrion, François Mauriac – alcuni fra i molti. Al 1935 risale la pubblicazione delle prime poesie di Raïssa.
Dal 1939 al 1944, Raïssa è costretta dagli sviluppi bellici e dalle sue origini giudaiche, prima a trasferirsi negli Stati Uniti con Jacques, poi a stabilirvisi. Sono gli anni dell'amicizia con Marc Chagall. Raïssa si occupa di poesia, contemplazione mistica, arte. Al termine della guerra, Jacques è nominato ambasciatore di Francia presso la Santa Sede. Raïssa segue il marito in questa nuova avventura. Nasce l'amicizia con mons. Giovanni Battista Montini, il futuro papa Paolo VI. Nel 1949, i Maritain lasciano il Vaticano, dopo le dimissioni di Jacques dall'incarico, e tornano negli Stati Uniti, a Princeton (N. J.). Raïssa è sempre al fianco del marito e si occupa di filosofia e critica dell'arte, poesia, liturgia.
Durante una vacanza in Francia, nel settembre 1960 Raïssa è colpita da emorragia cerebrale. Assistita da Jacques, muore il 4 novembre dello stesso anno. Le esequie vengono celebrate a Parigi. La salma è inumata a Kolbsheim, in Alsazia, dove dal 1973 riposano anche le spoglie mortali di Jacques.

## Pensiero
Pur essendosi occupata anche di spiritualità e di estetica, Raïssa è stata soprattutto una poetessa. La sua è una poesia che si può definire “mistica”: l'intimità di Raïssa con il divino è la vera base della sua esperienza poetica, anche quando le sue poesie sembrano non dire nulla di preciso su Dio. La sua poesia esprime le profondità del suo rapporto con Dio, ponendo i suoi versi sulla linea di autori come Santa Teresa d'Avila e San Giovanni della Croce – che non a caso furono fra i maestri di spiritualità più amati dai Maritain. Certo, questa esperienza è resa singolare dal fatto che Raïssa visse nel mondo e non nella solitudine claustrale. La testimonianza dell'intera sua vita fu infatti quella della presenza amorevole che si fa prossima alle esistenze, alle storie personali, alla storia stessa dell'umanità ferita.
Con la sua poesia e, più in generale, la sua opera e finanche la sua vita, Raïssa ha cercato di scoprire e utilizzare ogni bellezza presente nel mondo, così come ogni miseria, per alimentare l'amore nei confronti di Dio. Sempre ha guardato agli uomini e alla civiltà del suo tempo con comprensione, simpatia, lucidità. In Raïssa c'è una meravigliosa compenetrazione di intuizione poetica, riflessione filosofica ed esperienza mistica. Si potrebbe a ragione affermare che il suo è stato uno sguardo “sensibile” sulla realtà, attento a ricondurre ogni cosa nella contemplazione divina.
L'attenzione alle persone accompagna l'intera esistenza di Raïssa e di Jacques. La loro casa è un vero e proprio centro culturale frequentato da filosofi (tra gli altri, Étienne Gilson, Yves René Simon, Henri-Irénée Marrou, Nicolaj Berdjaev) e teologi (tra cui Réginald Garrigou-Lagrange, Jacques Froissard, Thomas Merton, Charles Journet), scrittori e poeti (Paul Claudel, Georges Bernanos, François Mauriac, Jean Cocteau, Max Jacob, Pierre Reverdy, Allen Tate, per citarne alcuni), pittori (come Georges Rouault, Marc Chagall, Gino Severini, Tullio Garbari, William Congdon) e musicisti (tra cui Nicolas Nabokoff, Erik Satie, Arthur Lourié). L'opera di Raïssa, come quella di Jacques, è sempre in dialogo con coloro che incontra, con i desideri, le aspirazioni, le gioie e le sofferenze dei suoi interlocutori, esponenti della cultura contemporanea.
Sulla poesia della moglie, ebbe a scrivere Jacques Maritain: «un canto il cui ritmo, per diverso che sia, s'impone sempre all'orecchio con una rara precisione, viene da qualcosa di più profondo di un flusso puramente psichico delle impressioni e delle immagini. L'inconscio che libera è l'inconscio dello spirito nella sua sorgente. Tutto vi è necessario e tutto vi è libero. Non un qualche astratto disegno di perfezione, ma una fedeltà delicata, una attenzione amorosa, a queste mani invisibili da cui l'anima riceve tutto, impone una trasparenza, una precisione e una discrezione singolare alla melodia che emana dal sangue e dallo spirito. Ciò che sembra tipico qui, è da una parte la musicalità, espressamente considerata come un elemento essenziale della poesia, dall'altra la nitidezza con cui la forma attualizza in ogni poema la sua unità vitale» (J. Maritain, Presentazione a R. Maritain, Poèmes et essais, Desclée de Brouwer, Paris 1968, ora in J. et R. Maritain, Oeuvres Complètes, Editions Universitaires, Fribourg-Editions Saint Paul, Paris 1986-2008, vol. XV, p. 513).

## Opere
Saggi:
- De moeurs divines, Librairie de l'Art Catholique, Paris 1921.
- De la vie d'oraison, À l'Art Catholique, Paris 1925.
- Le prince de ce monde, Plon, Paris 1929.
- L'ange de l'École, Desclée de Brouwer, Paris 1934. Nuova ed. con il sottotitolo: Ou Saint Thomas d'Aquin raconté aux enfants, Alsatia, Paris 1957.
- Les grandes amitiés. Souvenirs, Éditions de la Maison Française, New York 1941.
- Marc Chagall, Éditions de la Maison Française, New York 1943.
- Les grandes amities, II. Les aventures de la grâce, Éditions de la Maison Française, New York 1944.
- Léon Bloy, Pilgrim of the Absolute, Pantheon Books, New York-London 1947.
- Liturgie et contemplation, Desclée de Brouwer, Paris 1959.
- Notes sur le Pater, fuori commercio, Strasburgo 1961.
- Journal de Raïssa, Desclée de Brouwer, Paris 1962.

Poesie:
- La vie donnée, Labergerie, Paris 1935.
- Lettre de nuit, Desclée de Brouwer, Paris 1939.
- Portes de l'horizon, Monastère Regina Laudis, Bethlehem (Connecticut) 1952.
- Poèmes et essais, Desclée de Brouwer, Paris 1968.